# Engelram I van Ponthieu
Engelram I van Ponthieu (overleden omstreeks 1045) was van omstreeks het jaar 1000 tot aan zijn dood graaf van Ponthieu. Hij behoorde tot het huis Ponthieu.

## Levensloop
Engelram I was een zoon van graaf Hugo I van Ponthieu uit diens huwelijk met Gisela, dochter van Hugo Capet, koning van Frankrijk. Na de dood van zijn vader omstreeks het jaar 1000 erfde hij het graafschap Ponthieu, de burcht van Abbeville, de kloostercel van Forest-Montiers en het erfelijke ambt van advocatus van de Abdij van Saint-Riquier.
Hij was eerst gehuwd met een onbekende vrouw, met wie hij drie zonen kreeg: Hugo II (overleden in 1052), graaf van Ponthieu; Gwijde (overleden in 1074), bisschop van Amiens; en Fulco (overleden na 1059), abt van Saint-Riquier. Volgens de kroniek van Saint-Riquier doodde Engelram I in 1033 graaf Boudewijn II van Boulogne en trouwde hij vervolgens met diens weduwe Adelheid, dochter van Arnulf van Gent, graaf van Holland.
Engelram I had goede vriendschappelijke banden met hertog Robert de Duivel van Normandië. In 1031-1032 weerde hij met succes een invasie van de Normandische graaf Gilbert van Brionne af, die het Vimeugebied was binnengevallen. Hij overleed rond het jaar 1045 en werd opgevolgd door zijn zoon Hugo II.